# Дороті Рів'єр
Дороті Рев'єр (англ. Dorothy Revier; 18 квітня 1904 — 19 листопада 1993) — американська акторка 1920-х і 1930-х.

## Біографія
Доріс Велагра (англ. Doris Velagra) народилася 18 квітня 1904 в Окленді. Освіту здобула в Окленді, опісля переїхала в Нью-Йорк для навчання класичним танцям. Далі Дороті поїхала в Париж, де під час роботи в кабаре її помітив агент, і запросив до Голлівуду.
За свою кар'єру Дороті Рев'єр знялася в таких картинах, як «Бродвейська Мадонна» (1922), «Незаймана» (1924), «Вирішальне випробування» (1923), «Ворог чоловіків» (1925), «Клеопатра» (1928), «Засмаглі ноги» (1929) і «Залізна маска» (1929). Після перенесених травм, отриманих в автокатастрофі в 1930 році, Рев'єр в основному знімалася в малобюджетних стрічках компанії Columbia Pictures. До кінця своєї кар'єри вона зіграла фатальних жінок у вестернах Бака Джонса «Привабливий брехун» (1933) і  «Ковбой і дитина» (1936).
Дороті Рев'єр померла в Голлівудському пресвітеріанському медичному центрі 19 листопада 1993. Похована на кладовищі Голлівуд-Хіллз в Лос-Анджелесі. На надгробку слова: «Коханій акторці».

## Вибрана фільмографія
- 1923 — Шалена вечірка
- 1924 — Роза з Парижа